# Lorazepam
Lorazepamul, comercializat sub numele de Anxiar, este un medicament din familia benzodiazepinelor. Este folosit în general ca anxiolitic, în tratamentul tulburărilor anxios-depresive, pentru favorizarea somnului, împotriva crizelor convulsive din starea status epilepticus și pentru tratarea greții cauzate de chimioterapie.
Molecula a fost patentată în 1963 și a fost disponibilă comercial în Statele Unite ale Americii începând cu anul 1977.  Se află pe lista medicamentelor esențiale ale Organizației Mondiale a Sănătății. Este disponibil sub formă de medicament generic.

## Utilizări medicale
Lorazepamul se folosește în principal pentru tratamentul de scurtă durată al anxietății și insomniei produse de aceasta și pentru sedarea pacienților înainte și după intervențiile chirurgicale generale și dentare.

## Efecte adverse
Există posibilitatea apariției următoarelor efecte secundare după administrarea lorazepamului:
- somnolență
- amețeală
- diaree
- greață
- ataxie
- probleme de vedere
- modificarea apetitului sexual
- slăbiciune

## Supradoză
În cazul administrării unei doze prea mari de lorazepam pot apărea:
- transpirație excesivă
- dificultate în vorbire
- euforie
- halucinații (rar)[18][19][20]
- iritabilitate
- pierderea memoriei
- pierderea abilităților locomotorii
- convulsii

În cazurile mai grave pot apărea inclusiv deprimarea respiratorie, coma și decesul.

## Farmacologie
Ca toate benzodiazepinele, lorazepamul acționează ca modulator alosteric pozitiv al receptorului de tip A pentru acidul gama-aminobutiric (R GABAA), reducând excitabilitatea neuronilor.